# Chaignay
Chaignay é uma comuna francesa na região administrativa da Borgonha-Franco-Condado, no departamento de Côte-d'Or. 